# امقرارة امشياف

تعديل مصدري - تعديل

امقرارة امشياف هي إحدى قرى عزلة  الوضيع بمديرية الوضيع التابعة لمحافظة أبين، بلغ تعداد سكانها 496 نسمة حسب تعداد اليمن لعام 2004.